# 莫努匹韋
莫努匹韋（商品名称：利卓瑞/LAGEVRIO）是由美国默克藥廠與瑞奇貝克生物技术公司共同开发的一种抗病毒药物，可口服。最初研發目的是用作治療流行性感冒，因其增加病毒基因變異的風險而被放棄，後來被用作治疗2019冠状病毒病（COVID-19）。它是人工合成的核苷衍生物 N4-羟基胞苷 （N4-hydroxycytidine）的前体药物，在病毒核糖核酸复制过程中引入“复制错误”来发挥其抗病毒作用。莫納皮拉韋的口服藥是美国疾控中心推荐用来治疗2019冠状病毒病（COVID-19）的药物之一，需在症状出现后的5天内开始服用。

## 医用信息

### 治疗2019冠状病毒病
2021年的研究显示，该药能讓新冠患者住院率或死亡率都減少大約50%，根据隨機抽樣選出的385名患者，服用莫納皮拉韋之後的29天裡，只有28人後來住院，比例約為7.3%，相較之下，採用安慰劑療法的377名患者，後來29天裡住院或死亡的比例則有14.1%。

### 不良反应与可能毒性
莫納皮拉韋的不良反应包括腹泻（2%）、恶心（1%）和头晕（1%），都是轻度或中度的副作用。但因動物實驗發現，莫納皮拉韋对骨骼和軟骨具有一定毒性，因此不适宜用於兒童及青少年（18岁以下）。孕婦和哺乳母親，且孕齡女性在最後1次服藥的4天內必須避孕，男性則需在最後一次服藥的3個月內進行妥善避孕措施。

## 授權
2021年10月27日，藥品專利池與默沙東藥廠宣布達成協議，默沙東將根據協議授權經審批的藥廠生產莫努匹韋的仿製藥，用於供應協議指定的中低收入發展中國家，而無需支付專利費，使中低收入國家更容易取得足夠藥物應對疫情。

## 採用

### 英国
2021年11月初，莫納皮拉韋在英國獲准緊急使用。

### 美国
美国食品药品监督管理局于2021年12月23日批准莫納皮拉韋在无其他治疗新冠选项情况下的紧急使用。

### 台灣
2022年1月8日，衛福部食藥署邀請國內化學製造管制、藥學、毒理學、臨床醫學等領域專家召開會議，通過了该药物的緊急使用授權（EUA）。
2022年1月24日，首批「莫納皮拉韋」（Molnupiravir）從美國芝加哥运抵台湾。

### 香港
莫納皮拉韋在香港與帕昔洛韋作互補使用，雖然莫努匹韋的效能不及後者，但與其他藥物發生交互作用的情況較少，對於當前需要服用治療長期病藥物的病人，莫努匹韋比帕昔洛韋可提供較大的用藥彈性。
2022年4月26日起，莫努匹韋可免費分發予私家醫生，私家醫生需要預先登記，當獲得分發莫努匹韋後，再按照用藥指引處方給指定的病人，而私家醫生不得向病人收取莫努匹韋的藥費。
2022年10月5日，香港大學李嘉誠醫學院與香港中文大學醫學院發表聯合報告，分析香港在2022年2月至3月的第五波疫情期間，在指定診所或於公立醫院接受治療的54,355名患者，包括60歲或以上的患者，以及60歲以下患有一種或以上長期病患的病人，當中兩成病人獲處方新型冠狀病毒口服藥。研究團隊發現住院治療的病人，獲處方輝瑞藥廠的帕昔洛韋（Paxlovid）或默沙東藥廠的莫努匹韋後，死亡風險較一般治療降低76%，當中單一使用帕昔洛韋的患者可降低死亡風險90%，而單一使用莫努匹韋的病人死亡風險則下降69%。對於到指定診所接受診治的的患者，獲處方其中任何一種口服藥後，28天內入院的風險降低88%，單一使用帕昔洛韋可減少入院率達63%，而莫努匹韋也可降低28%的入院率。獲處方上述任何一種口服藥物的住院病人，28天內經急症室再入院率減少21%，帕昔洛韋可減少53%；莫努匹韋則減少29%，而研究結果已刊登於《刺針》醫學期刊。

### 中国大陆
2022年1月20日，日内瓦药品专利池组织 （MPP）与默沙东达成协议，授权5家中国企业制造仿制药，用于供应105个中低收入国家，由於中国不是中低收入国家，故此中国药企生产的仿制药只供出口，不能内销。
2022年12月30日，国家药监局应急附条件批准默沙东公司莫诺拉韦胶囊（商品名称：利卓瑞/LAGEVRIO）进口注册。
2023年1月13日，莫努匹韋在中国大陸市场首发。